# Château de Lupé
Le château de Lupé est un château fort, remanié à la Renaissance, situé à Lupé, dans l'est du département français de la Loire en France.

## Localisation
Situé à la sortie amont des gorges de Malleval de la rivière Batalon, non loin du Rhône, le château contrôlait et défendait l’accès au plateau qui dessert le mont Pilat.

## Description
Tel qu’il se présente aujourd’hui, il a la forme d’un polygone irrégulier, ressemblant à un D majuscule qui semble suivre le socle rocheux sur lequel il est construit et s’articule autour d’une intéressante cour intérieure.
Une longue réflexion et une étude minutieuse du bâti a conduit les spécialistes  à penser qu’à la fin du XIIe ou début du  XIIIe siècle on a commencé par ériger une maison-tour, sorte de donjon carré de quatre niveaux et une enceinte qui servait de basse-cour. Au XVe siècle, le château a pris son aspect actuel en se développant à partir de cette enceinte et délimitant une cour intérieure dont la fonction était d’éclairer les pièces  ainsi nouvellement  créées. L’ancien donjon s’est trouvé inclus dans la construction, on le distingue encore dans l’angle nord-ouest.
L’ensemble a été couronné d’un chemin de ronde sur arcs trilobés et mâchicoulis à triples corbeaux. Un nouveau donjon, circulaire, plus symbolique que défensif a été bâti en éperon, à l’angle sud-est et l’on sait qu’il portait merlons et créneaux, coiffés d’une haute toiture en poivrière.
L’accès à la forteresse, car il s’agissait  désormais d’un véritable château-fort, se faisait du côté sud, par une unique porte ouverte sur la vallée et défendue par un pont-levis et une bretèche. Ce pont-levis était encore attesté au XVIIe siècle. À cette époque, un incendie dans les combles fut à l’origine de la disparition  du chemin de ronde  de la façade nord-ouest et le donjon circulaire fut arasé au niveau des toits. On distingue encore les fenêtres de l’étage disparu. Les générations qui s’y sont succédé, l’ont marqué au gré des modes et des besoins, tantôt d’un aspect défensif, tantôt d’un air campagnard, tantôt du raffinement et des grâces d’une demeure de plaisance. Ainsi, cette austère forteresse a été au cours des siècles rendue plus habitable, notamment en augmentant le nombre des ouvertures. À la Renaissance, les seigneurs  du lieu mirent la cour intérieure au goût du jour en ouvrant de belles fenêtres à meneaux et chapiteaux corinthiens.

## Historique
On retrouve mention  en 1066 d’un seigneur de Lupé, Guigo Falasterius, dans le cartulaire du monastère de Saint-Sauveur-en-Rue. Cette famille noble Falasterius (nom francisé en Falatier) fait construire le castrum à la fin du XIIe siècle et le conserve pendant plus de cinq cents ans en le transmettant  toujours par les femmes.
La terre de Lupé est transmise par mariage en 1598 à Rostaing de la Baume, comte de Suze. Au début du XVIIIe, la famille est pratiquement ruinée et, après avoir vendu la baronnie de Bressieu en 1720, ils se séparent de Lupé en 1734. Le château sort alors définitivement de la famille des grands seigneurs de Lupé et sera revendu cinq fois.
L'édifice est inscrit au titre des monuments historiques en 1981.